# جیاونو
جیاونو (به ایتالیایی: Giaveno) یک کومونه در ایتالیا است که در استان تورین واقع شده‌است.

## خصوصیات
جیاونو ۷۲٫۰ کیلومترمربع مساحت و ۱۶٬۷۴۷ نفر جمعیت دارد و ۵۰۶ متر بالاتر از سطح دریا واقع شده‌است.

## خواهرخوانده
شهرهای نوسکا، Chevreuse، سن-ژان-دو-مورین و Brinkmann خواهرخوانده‌های جیاونو هستند.